# Sebastián González (ekwadorski piłkarz)
Sebastián González Baquero (ur. 6 czerwca 2003 w Hiszpanii) – ekwadorski piłkarz z obywatelstwem hiszpańskim występujący na pozycji środkowego pomocnika, od 2025 roku zawodnik emirackiego Al Orooba.